# Quaregnon
Quaregnon is een plaats en gemeente in de Belgische provincie Henegouwen. De gemeente telt bijna 19.000 inwoners. Quaregnon ligt in de Borinage, een oude industrieregio ten zuidwesten van Bergen.
Ze behoort tot het vredegerechtkanton Boussu.

## Kernen

### Deelgemeenten
| # | Naam      | Opp. (km²) | Inwoners (2020) | Inwoners per km² | NIS-code |
| - | --------- | ---------- | --------------- | ---------------- | -------- |
| 1 | Quaregnon | 9,19       | 15.668          | 1.705            | 53065A   |
| 2 | Wasmuel   | 2,02       | 3.249           | 1.607            | 56065B   |

## Geschiedenis
Een antieke kapel bevindt zich op een Gallo-Romeinse grafheuvel. De parochie gaat terug tot de tiende eeuw. Vanaf de veertiende tot in de twintigste eeuw werd steenkool ontgonnen. Circa 1645 vestigden zich immigranten in een gemeenschappelijk weiland tussen Quaregnon, Jemappes, Frameries en Eugies. Het oude dorp Quaregnon was eigendom van het kapittel van Sainte-Waudru te Bergen. Oude benamingen zijn Quaternesia (965), Quaternio (965, 1018), Quaretio (1010), Quaregnon (1186), Kuarignon (1181) en Quarinon (1195). In 1914 werden zeventig burgers gedood en ongeveer 150 huizen afgebrand.

## Bezienswaardigheden
- De Sint-Quintinuskerk (Église Saint-Quentin) is van 1726-1734. De 12e-eeuwse toren van de vroegere kerk is blijven bestaan op enige afstand van de huidige kerk. De classicistische kerk raakte verzakt door de ondergrondse mijnbouw en werd gesloopt naar vervangen te zijn door een nieuewe kerk van 1932 in een expressionistische stijl.
- De Onze-Lieve-Vrouw-van-Lourdeskerk (Église Notre-Dame de Lourdes) is een neogotisch kerkgebouw van 1904. Deze kerk ligt in het zuidelijk deel van Quaregnon, le Sud of Quaregnon-Lourdes genaamd, en grenzend aan Pâturages.
- De Protestantse kerk (Temple protestant) is een neogotisch kerkgebouw van 1896.
- Het Château du Diable is een overblijfsel van een mogelijk Merovingisch primitief Christelijk heiligdom dat weer op de plaats van een ouder voorchristelijk heiligdom zou zijn gebouwd. Slechts een natuurstenen muurrest is bewaard gebleven.

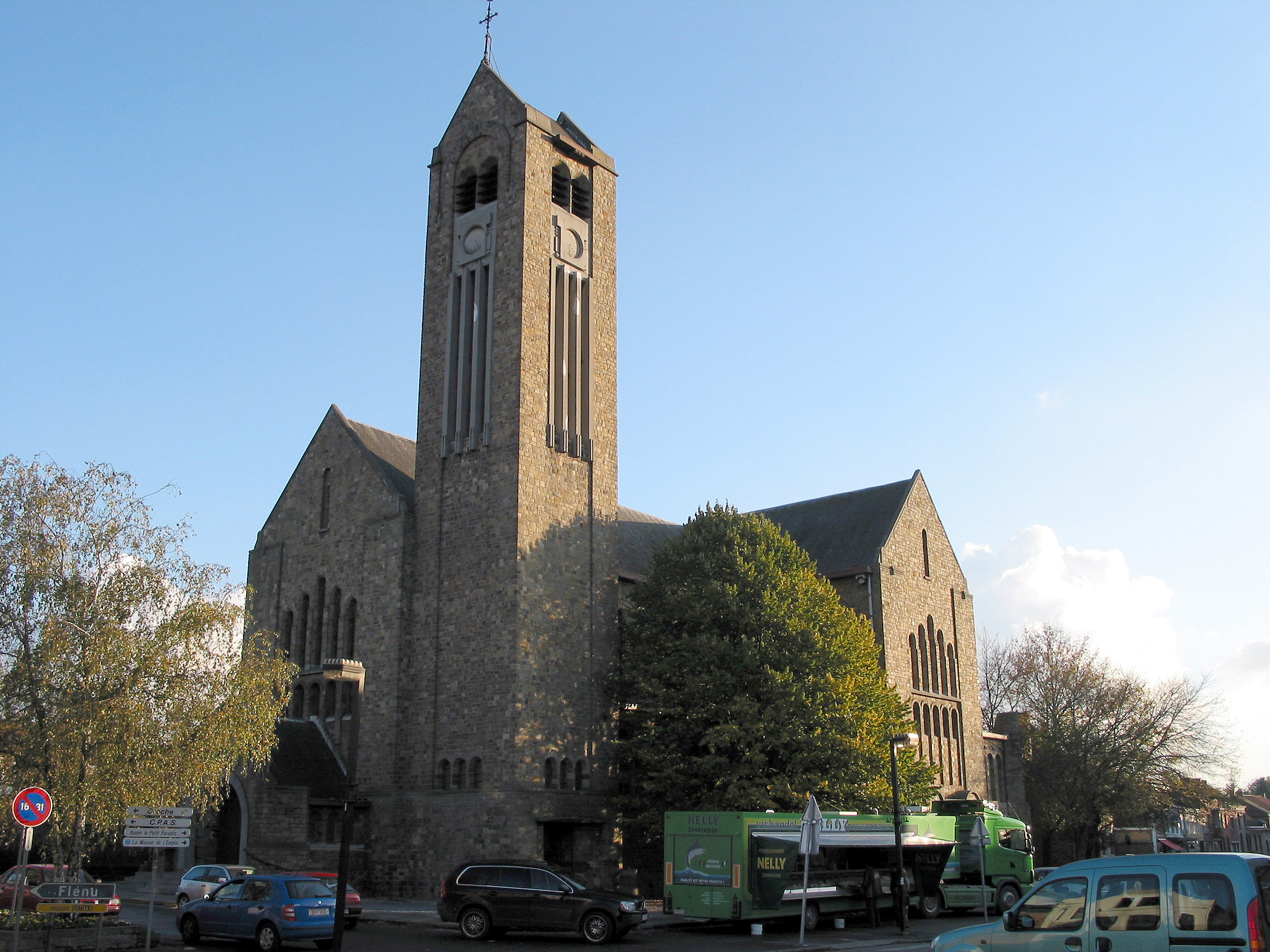
De Sint Quintinuskerk.

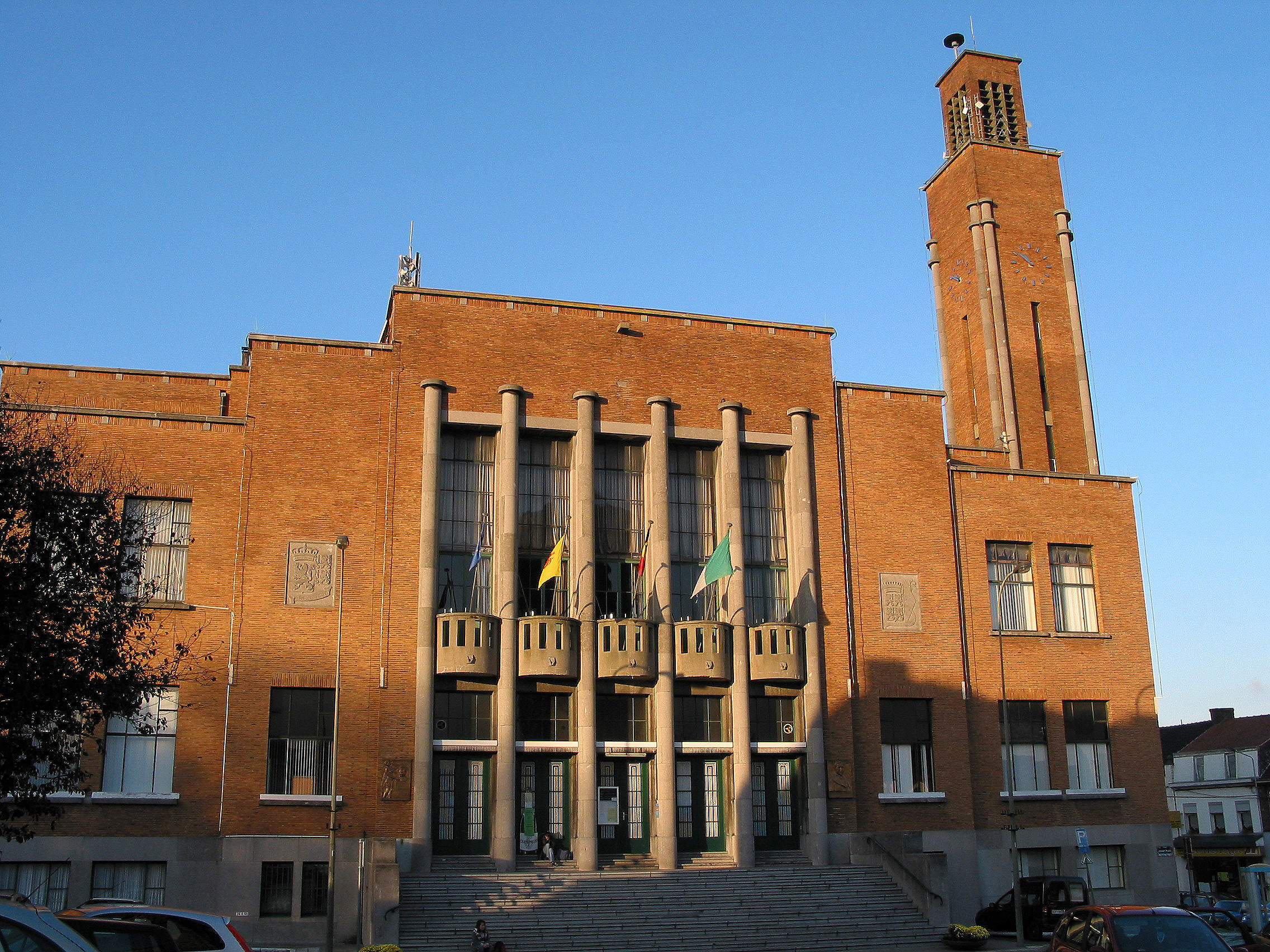
Het Gemeentehuis.

## Natuur en landschap
Ten noorden van Quaregnon stroomt de Hene. Een belangrijke zijrivier is de Ruisseau d'Elwasmes. Quaregnon is verstedelijkt en is aan alle zijden ingesloten door bebouwing. De hoogte aan de kerk bedraagt 38 meter.

## Economie
De steenkoolwinning was oorspronkelijk in handen van het kapittel van de Sint-Waltrudiskerk te Bergen. In 1248 werd hier al melding van gemaakt. Vooral in de 19e eeuw ontstonden er tal van industriële mijnen. De laatste sloot in 1961. Bij de mijnen werden fabrieksnederzettingen (corons) gebouwd. Vooral in de 19e eeuw vonden tal van stakingen plaats. In crisisjaren was er armoede en werkloosheid. De film Ellende in de Borinage uit 1932 speelt deels in Quaregnon.
Naast de steenkoolwinning kan de aardewerkindustrie worden genoemd.

## Demografische ontwikkeling

### Demografische ontwikkeling voor de fusie
- Bron:NIS - Opm:1831 t/m 1970=volkstellingen; 1976= inwoneraantal op 31 december

### Demografische ontwikkeling van de fusiegemeente
Alle historische gegevens hebben betrekking op de huidige gemeente, inclusief deelgemeenten, zoals ontstaan na de fusie van 1 januari 1977.
- Bronnen:NIS, Opm:1831 tot en met 1981=volkstellingen; 1990 en later= inwonertal op 1 januari

| Inwoners van jaar tot jaar op 1 januari vanaf 1992 tot heden | Inwoners van jaar tot jaar op 1 januari vanaf 1992 tot heden | Inwoners van jaar tot jaar op 1 januari vanaf 1992 tot heden |
| jaar                                                         | Aantal                                                       | Evolutie: 1992=index 100                                     |
| ------------------------------------------------------------ | ------------------------------------------------------------ | ------------------------------------------------------------ |
| 1992                                                         | 19.657                                                       | 100,0                                                        |
| 1993                                                         | 19.660                                                       | 100,0                                                        |
| 1994                                                         | 19.544                                                       | 99,4                                                         |
| 1995                                                         | 19.408                                                       | 98,7                                                         |
| 1996                                                         | 19.395                                                       | 98,7                                                         |
| 1997                                                         | 19.422                                                       | 98,8                                                         |
| 1998                                                         | 19.352                                                       | 98,4                                                         |
| 1999                                                         | 19.275                                                       | 98,1                                                         |
| 2000                                                         | 19.178                                                       | 97,6                                                         |
| 2001                                                         | 19.084                                                       | 97,1                                                         |
| 2002                                                         | 19.006                                                       | 96,7                                                         |
| 2003                                                         | 18.834                                                       | 95,8                                                         |
| 2004                                                         | 18.816                                                       | 95,7                                                         |
| 2005                                                         | 18.676                                                       | 95,0                                                         |
| 2006                                                         | 18.744                                                       | 95,4                                                         |
| 2007                                                         | 18.640                                                       | 94,8                                                         |
| 2008                                                         | 18.794                                                       | 95,6                                                         |
| 2009                                                         | 18.780                                                       | 95,5                                                         |
| 2010                                                         | 18.874                                                       | 96,0                                                         |
| 2011                                                         | 18.978                                                       | 96,5                                                         |
| 2012                                                         | 18.862                                                       | 96,0                                                         |
| 2013                                                         | 18.768                                                       | 95,5                                                         |
| 2014                                                         | 18.876                                                       | 96,0                                                         |
| 2015                                                         | 18.989                                                       | 96,6                                                         |
| 2016                                                         | 19.086                                                       | 97,1                                                         |
| 2017                                                         | 19.041                                                       | 96,9                                                         |
| 2018                                                         | 19.006                                                       | 96,7                                                         |
| 2019                                                         | 19.007                                                       | 96,7                                                         |
| 2020                                                         | 18.918                                                       | 96,2                                                         |
| 2021                                                         | 18.940                                                       | 96,4                                                         |
| 2022                                                         | 18.878                                                       | 96,0                                                         |
| 2023                                                         | 18.996                                                       | 96,6                                                         |
| 2024                                                         | 18.959                                                       | 96,4                                                         |
| 2025                                                         | 19.022                                                       | 96,8                                                         |

## Politiek

### Resultaten gemeenteraadsverkiezingen sinds 1976
| Partij               | Partij                                                 | 10-10-1976 | 10-10-1976 | 10-10-1982 | 10-10-1982 | 9-10-1988 | 9-10-1988 | 9-10-1994 | 9-10-1994 | 8-10-2000 | 8-10-2000 | 8-10-2006 | 8-10-2006 | 14-10-2012 | 14-10-2012 | 14-10-2018 | 14-10-2018 | 13-10-2024 | 13-10-2024 |
| Stemmen / Zetels     | Stemmen / Zetels                                       | %          | 27         | %          | 27         | %         | 27        | %         | 25        | %         | 25        | %         | 25        | %          | 25         | %          | 25         | %          | 25         |
| -------------------- | ------------------------------------------------------ | ---------- | ---------- | ---------- | ---------- | --------- | --------- | --------- | --------- | --------- | --------- | --------- | --------- | ---------- | ---------- | ---------- | ---------- | ---------- | ---------- |
|                      | PS                                                     | 49,5       | 16         | 55,52      | 16         | 61,09     | 18        | 62,59     | 18        | 59,99     | 17        | 54,08     | 16        | 65,46      | 20         | 63,84      | 18         | 66,46      | 18         |
|                      | SEP-ECO1 / ECOLO2 / Ecolo-VraiA / UCQWB                | -          |            | -          |            | 7,021     | 1         | 8,612     | 1         | 10,482    | 2         | 8,292     | 1         | 8,482      | 1          | 13,05A     | 2          | 15,3B      | 3          |
|                      | PSC1 / EC2 / R.D.C.3 / V.R.A.I.4 / Ecolo-VraiA / UCQWB | 15,881     | 4          | 23,662     | 6          | 31,93     | 8         | 19,513    | 5         | 13,443    | 3         | 20,154    | 5         | 8,04       | 1          | 13,05A     | 2          | 15,3B      | 3          |
|                      | Q W Demain1/ UCQWB                                     | -          |            | -          |            | -         |           | -         |           | -         |           | -         |           | -          |            | 6,771      | 1          | 15,3B      | 3          |
|                      | PRL-MCC1 / CitoyenA / UCQWB                            | -          |            | -          |            | -         |           | -         |           | 16,081    | 3         | 6,172     | 1         | 13,572     | 3          | 16,34A     | 4          | 15,3B      | 3          |
|                      | CitoyensA                                              | -          |            | -          |            | -         |           | -         |           | -         |           | 6,172     | 1         | 13,572     | 3          | 16,34A     | 4          | 18,20A     | 4          |
|                      | Front-Nat.                                             | -          |            | -          |            | -         |           | -         |           | -         |           | 11,31     | 2         | -          |            | -          |            | -          |            |
|                      | PCB1 / PC2                                             | 21,741     | 6          | 19,191     | 5          | -         |           | 9,292     | 1         | -         |           | -         |           | -          |            | -          |            | -          |            |
|                      | UIC                                                    | 7,6        | 1          | -          |            | -         |           | -         |           | -         |           | -         |           | -          |            | -          |            | -          |            |
| Anderen(*)           | Anderen(*)                                             | 5,28       | 0          | 1,63       | 0          | -         |           | -         |           | -         |           | -         |           | 4,48       | 0          | -          |            | -          |            |
| Totaal stemmen       | Totaal stemmen                                         | 11812      | 11812      | 11130      | 11130      | 10746     | 10746     | 10485     | 10485     | 11073     | 11073     | 11257     | 11257     | 11128      | 11128      | 11409      | 11409      | 10731      | 10731      |
| Opkomst %            | Opkomst %                                              |            |            |            |            | 92,22     | 92,22     | 90,36     | 90,36     | 90,05     | 90,05     | 90,63     | 90,63     | 87,03      | 87,03      | 88,30      | 88,30      | 82,24      | 82,24      |
| Blanco en ongeldig % | Blanco en ongeldig %                                   | 5,06       | 5,06       | 5,49       | 5,49       | 5,69      | 5,69      | 7,82      | 7,82      | 9,55      | 9,55      | 8,03      | 8,03      | 10,40      | 10,40      | 12,30      | 12,30      | 12,24      | 12,24      |

(*) 1976: PSQ (5,28%) / 1982: PTB (1,63%) / 2012: RW (2,79%), USB (1,69%)
De gevormde meerderheidscoalitie wordt vet aangegeven. De grootste partij is in kleur.

### Burgemeesters
- 1799-1811 : Jacques Joseph Courtois
- 1811-1826 : Philippe Joseph Derbaix
- 1826-1830 : Eustache Louis Tricot
- 1830-1831 : Pierre Philibert Marie Bonne Buisseret
- 1831-1843 : Modeste Albert Derbaix
- 1843-1848 : Henri Joseph Delecosse
- 1848-1855 : Quentin Nicolas Plumat
- 1855-1858 : Ferdinand Daubresse
- 1858-1879 : Ambroise Modeste Derbaix
- 1881-1886 : Félicien Malengreau
- 1886-1890 : Alphonse Dupuis
- 1890-1895 : Félicien Malengreau
- 1895-1903 : Henri Roger
- 1904-1911 : Anthime Alexandre Malengreau
- 1912-1921 : Charles Dupuis
- 1921-1924 : Florian Jules Pierard
- 1924-1934 : Oscar Doublet
- 1934-1957 : Georges Plumat
  - 1941-1944 : Gabriel Cheron (oorlogsburgemeester)
- 1957-1976 : Alfred Bonjean
- 1977-1994 : Edgard Hismans
  - 1988-1992 : André Col (waarnemend)
- 1995-2000 : André Col
- 2001-2012 : Guy Roland
- 2012-2021 : Jean-Pierre Lepine
- 2021-heden: Damien Jenart

## Bekende inwoners

### Geboren
- Henri Gandibleux (1900 - 1969), politicus en syndicalist
- Albert Liénard (1938 - 2011), politicus

## Nabijgelegen kernen
Quaregnon-Rivage, Wasmuel, Wasmes, Pâturages, Flénu, Jemappes